# A Verdade (Moçambique)

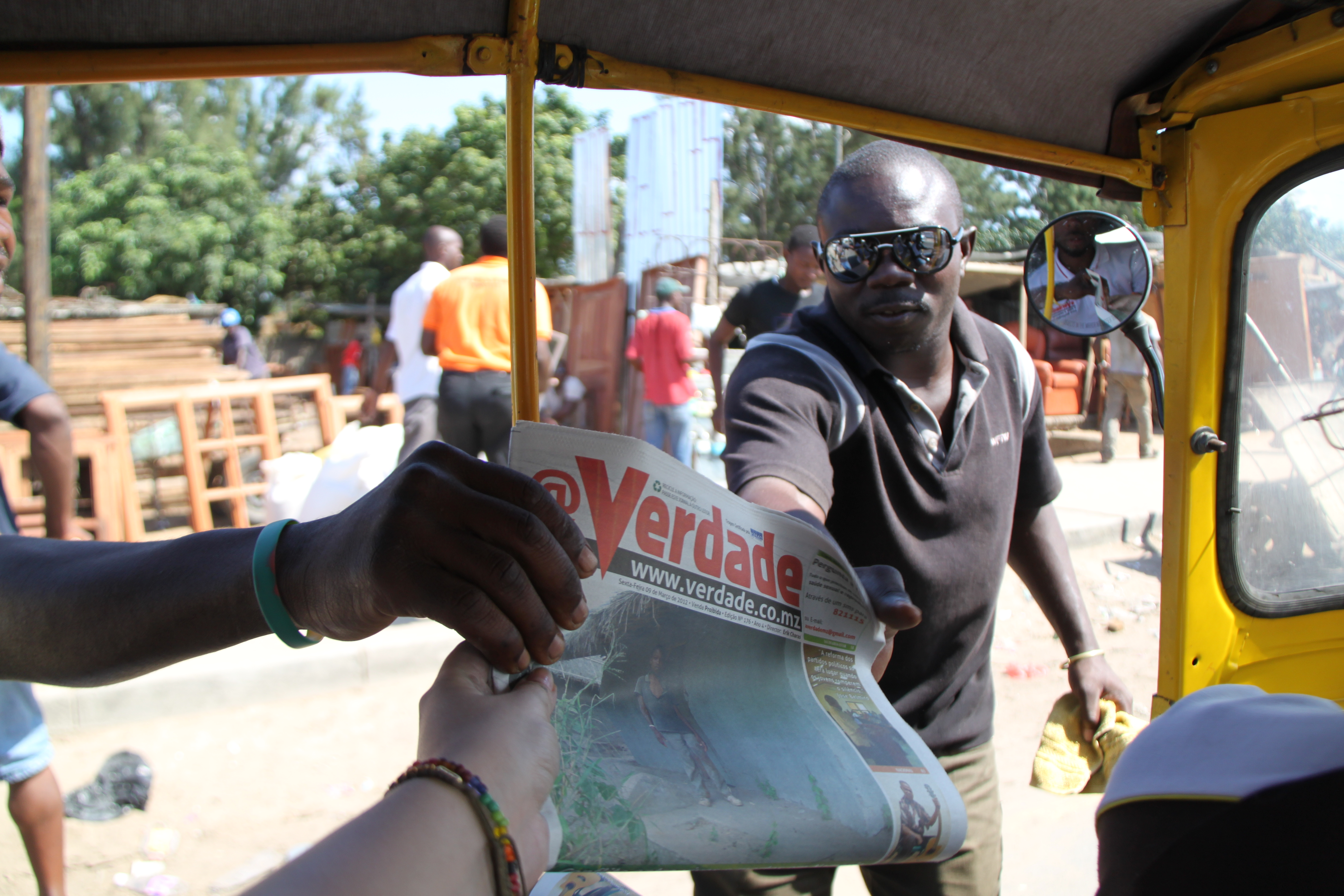
O jornal grátis @Verdade é sobretudo distribuído pelos motoristas das txopelas.

@Verdade, ou A Verdade ou simplesmente Verdade, é um semanário moçambicano em língua portuguesa. O jornal originalmente tinha a sua sede em Maputo, mas mudou-se em 2014 para a cidade nortenha de Nampula. A Verdade − diz-se que é o jornal mais lido em Moçambique − foi fundada em 2008 por Erik Charas. Adérito Caldeira é o director do jornal.
O jornal é conhecido sobretudo pelo seu “jornalismo cidadão”: A redacção aceita notícias e observações feitas pelos cidadãos e publica-os.

## Conteúdos
O jornal é conhecido como crítico ao governo nacional moçambicano, apesar de seu fundador, Erik Charas, chamar o jornal de “apolítico” e simplesmente de um “jornal com os assuntos dos cidadãos”. Uma característica especial do jornal −  que tem uma tiragem de 25,000 por semana e segundo próprias estimativas 400,000 leitores − é o fato de sua distribuição ser gratuita. Além disso, a redacção inclui os leitores que podem mandar notícias e observações feitas por qualquer modo de comunicação (WhatsApp, SMS, Twitter, Facebook) e publica-os na internet e no jornal seguinte (“Cidadão repórter”). Segundo Charas, 35 % das notícias publicadas do jornal são baseadas em observações dos “Cidadãos repórter”.
Além da característica do “Cidadão repórter”, o jornal também tem uma secção de aconselhamento sexual (“Pergunte a Tina”). A secção é uma das populares do jornal e tem um foco forte em prevenção das doenças venéreas, lembrando-se que mais que 11% das população moçambicana sofrem do HIV.
Uma outra secção do jornal são as assim-chamadas “Xiconhoca”. O jornal nomeia pessoas da vida pública, como políticos ou empresários, e critica suas acções e comportamentos. Os leitores podem escolher semanalmente o “Xiconhoca da semana”. A palavra “Xiconhoca” foi criada pela propaganda da FRELIMO durante a guerra colonial e é sinónimo de “inimigo do povo”.
Como o jornal é grátis, é financiado sobretudo por publicidade. Além disso, tem uma oferta online em língua portuguesa e inglesa. O jornal é distribuído semanalmente à porta do escritório da redacção e pelos motoristas das “Txopelas” (nome de tuk-tuk em Moçambique).

## História
O jornal A Verdade foi fundado em Agosto 2008 por iniciativa de Erik Charas. A primeira cobertura eleitoral foi a das eleições gerais de 2009. Segundo um estudo dos autores  Jenny C. Aker, Paul Collier e Pedro C. Vicente a simples distribuição do jornal aumentou a participação nas eleições em dez por cento.
A redacção tem várias parcerias, entre outras desde 2011 com a rede de blogueiros Global Voices, desde 2013 com o serviço alemão de radiodifusão internacional Deutsche Welle (com a redacção que produz o programa em Português) e com  com o serviço estadounidense de radiodifusão internacional Voz da América.
No ano de 2014 a redacção decidiu mudar-se de Maputo para Nampula, onde já tinha um escritório desde 2010. O editor-chefe do jornal, Adérito Caldeira, justificou a mudança por sentir mais necessidade de informação no norte de Moçambique e que já há suficientemente jornais na capital. Além disso a redacção decidiu não cobrir as eleições gerais de 2014 por falta de financiamento. 

## Distinções
Em 2012 o jornal recebeu o "African Media Prize Expo 2015" pela sua influência importante à sociedade civil moçambicana.